# Paul Gallagher
Paul Richard Gallagher (Liverpool, 23 januari 1954) is een Brits geestelijke en een aartsbisschop van de Rooms-Katholieke Kerk, werkzaam bij de Romeinse Curie.
Gallagher volgde het St. Francis Xavier college in Woolton. Hij werd op 31 juli 1977 priester gewijd. Daarna studeerde hij aan de Pauselijke Ecclesiastische Academie. In 1984 trad hij in dienst van de Heilige Stoel. Hij werkte onder meer op de apostolische nuntiaturen in Tanzania, Uruguay, Burundi en de Filipijnen en bij de delegatie van de Heilige Stoel bij de Raad van Europa.
Op 22 januari 2004 werd Gallagher benoemd tot apostolisch nuntius voor Burundi. Hij werd tevens benoemd tot titulair aartsbisschop van Hodelm; zijn bisschopswijding vond plaats op 13 maart 2004. In 2009 werd hij nuntius voor Guatemala en in 2012 nuntius voor Australië.
Op 8 november 2014 werd Gallagher benoemd tot secretaris voor de Relaties met Staten ("minister van Buitenlandse Zaken" van het Vaticaan) als opvolger van Dominique Mamberti, die tot prefect van de Apostolische Signatuur benoemd was.
- Gemeinsame Normdatei: 1107041848
- Virtual International Authority File: 9146937740413830820
- WorldCat: E39PBJk4BrjfKkMtC9yMJTBByd